# Tolomeo di Cipro
Tolomeo (in greco antico: Πτολεμαῖος?; 105 a.C. circa – Cipro, 58 a.C.), noto nella storiografia moderna come Tolomeo di Cipro, è stato un sovrano egizio appartenente al periodo tolemaico, re di Cipro dall'80 a.C. fino al 58 a.C.

## Origini familiari
Tolomeo era figlio di Tolomeo IX Sotere II Latiro e della sua prima moglie, Cleopatra IV. Era un membro della dinastia ellenistica dei Lagidi e discendeva quindi da Tolomeo I Sotere, uno dei diadochi di Alessandro Magno. Era il fratellastro di Berenice III e di Tolomeo XII Aulete; i suoi nonni paterni erano Tolomeo VIII Evergete II Fiscone e Cleopatra III, quindi i suoi zii erano Cleopatra Selene, Tolomeo X Alessandro e Tolomeo Apione, mentre Tolomeo XI Alessandro II era il cugino.

## Biografia
Nacque intorno al 105 a.C. e nel 103 fu inviato sull'isola di Coo; lì, nella primavera dell'88 a.C. fu catturato dal re del Ponto Mitridate VI. Fu poi richiamato in Egitto e riconosciuto re di Cipro nello stesso anno in cui suo fratello ottenne il controllo del trono d'Egitto, nell'80 a.C. Trascurò la precauzione di ottenere un riconoscimento del suo regno da Roma e fece l'altro grave errore di offendere Publio Clodio Pulcro negando di pagare il riscatto per la sua libertà quando il romano era caduto nelle mani dei pirati cilici.
Quando Clodio diventò tribuno (59-58 a.C.) promulgò una legge per privare Tolomeo del suo regno e ridurre Cipro a una provincia romana. Catone l'Uticense, al quale fu affidato l'incarico di realizzare questo decreto, si diresse verso l'isola a capo della flotta romana. Nel 58 a.C. il romano, prima di iniziare una guerra, si stabilì sull'isola di Rodi e inviò a Tolomeo dei messaggeri: avrebbe dovuto consegnare il regno ma sarebbe potuto diventare un sacerdote a Pafo, con il benestare della Repubblica. Tolomeo rifiutò di arrendersi e, rendendosi conto di essere impreparato e incapace di resistere al potere di Roma, si avvelenò per poter morire da re. Dopo la sua morte l'isola venne conquistata definitivamente e diventò la provincia romana di Cipro.

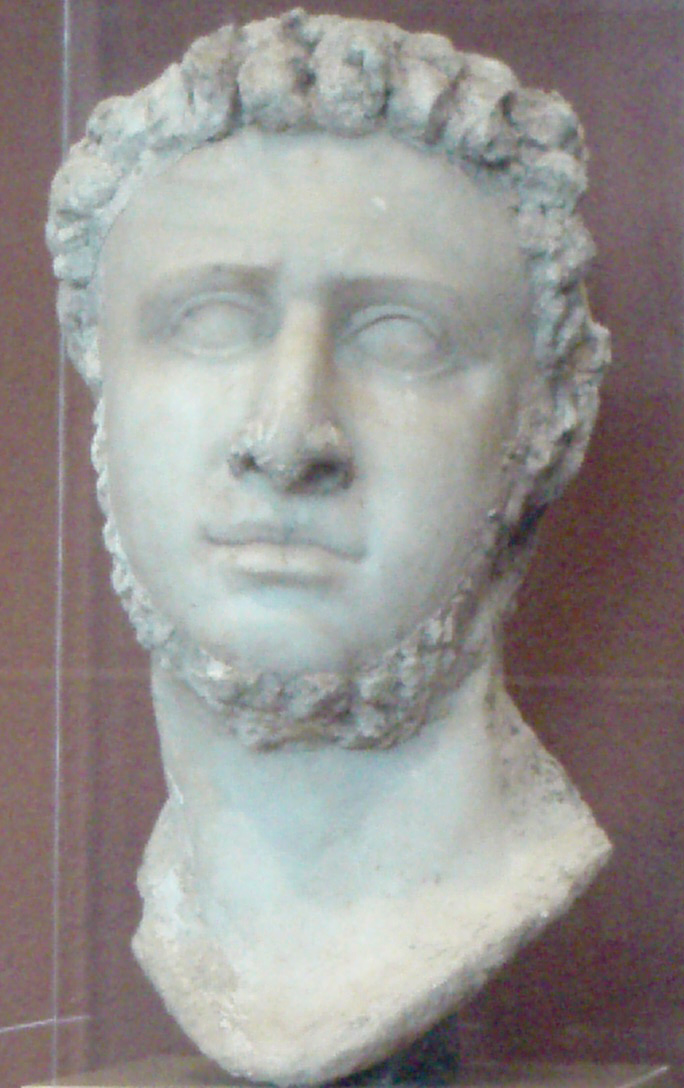
Busto di Tolomeo IX, faraone d'Egitto e padre di Tolomeo di Cipro. Museum of Fine Arts, Boston, Massachusetts.
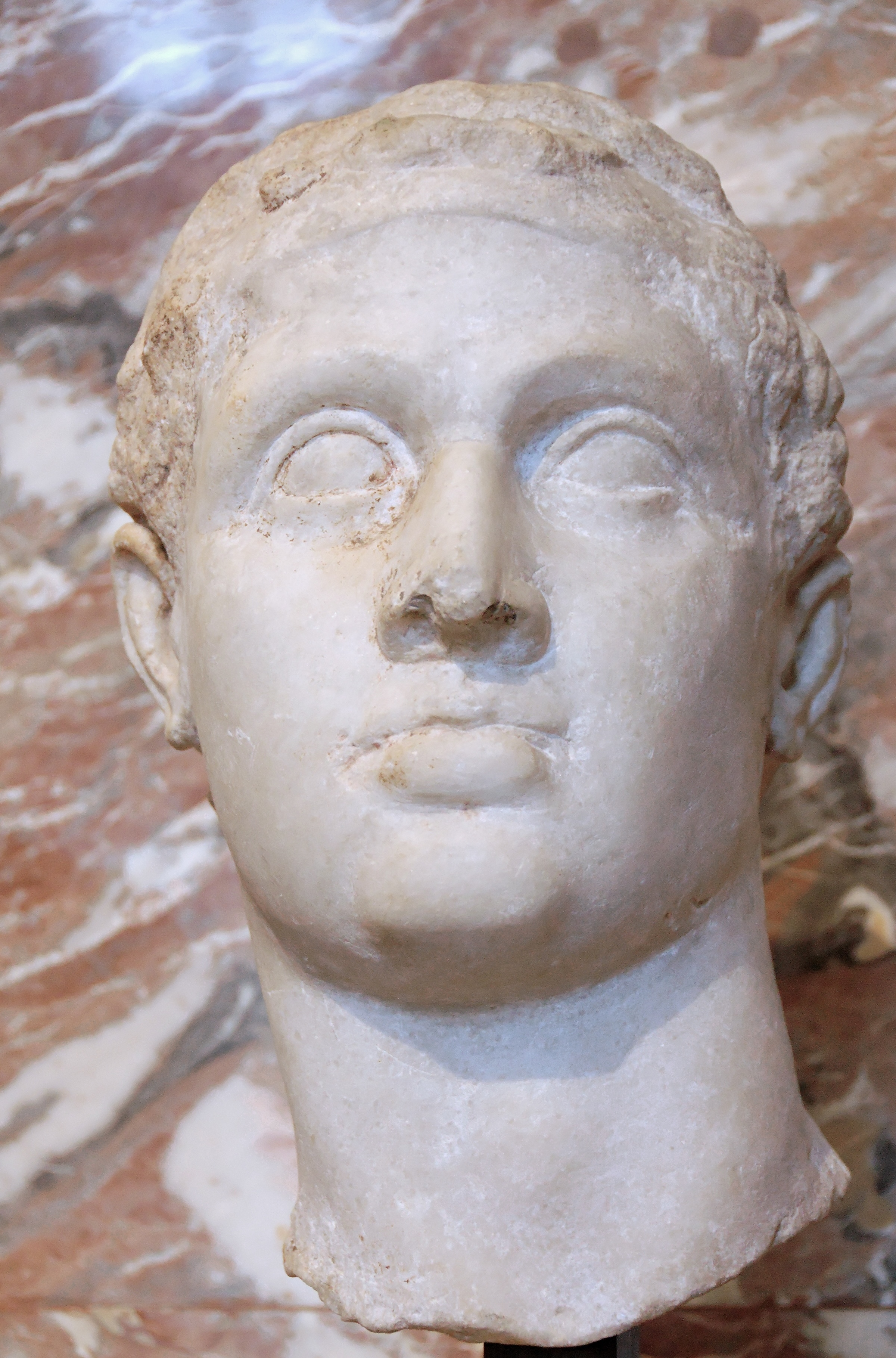
Busto di Tolomeo XII, faraone d'Egitto e fratellastro di Tolomeo di Cipro. Museo del Louvre, Parigi.

## Ascendenza
|                  |           |              | Genitori    |  |  | Nonni |  |  | Bisnonni  |  |  | Trisnonni  |  |
|                  |           |              |             |  |  |       |  |  | Tolomeo V |  |  | Tolomeo IV |  |
|                  |           |              |             |  |  |       |  |  | Tolomeo V |  |  | Tolomeo IV |  |
|                  |           | Arsinoe III  |             |  |  |       |  |  | Tolomeo V |  |  |            |  |
| Tolomeo VIII     |           |              |             |  |  |       |  |  | Tolomeo V |  |  |            |  |
|                  |           | Cleopatra I  | Antioco III |  |  |       |  |  |           |  |  |            |  |
|                  |           | Cleopatra I  | Antioco III |  |  |       |  |  |           |  |  |            |  |
|                  |           | Cleopatra I  | Laodice III |  |  |       |  |  |           |  |  |            |  |
| Tolomeo IX       |           | Cleopatra I  |             |  |  |       |  |  |           |  |  |            |  |
|                  |           | Tolomeo VI   | Tolomeo V   |  |  |       |  |  |           |  |  |            |  |
|                  |           | Tolomeo VI   | Tolomeo V   |  |  |       |  |  |           |  |  |            |  |
|                  |           | Tolomeo VI   | Arsinoe III |  |  |       |  |  |           |  |  |            |  |
| Cleopatra III    |           | Tolomeo VI   |             |  |  |       |  |  |           |  |  |            |  |
|                  |           | Cleopatra II | Tolomeo V   |  |  |       |  |  |           |  |  |            |  |
|                  |           | Cleopatra II | Tolomeo V   |  |  |       |  |  |           |  |  |            |  |
|                  |           | Cleopatra II | Cleopatra I |  |  |       |  |  |           |  |  |            |  |
| Tolomeo di Cipro |           | Cleopatra II |             |  |  |       |  |  |           |  |  |            |  |
|                  | Tolomeo V | Tolomeo IV   |             |  |  |       |  |  |           |  |  |            |  |
|                  | Tolomeo V | Tolomeo IV   |             |  |  |       |  |  |           |  |  |            |  |
|                  | Tolomeo V | Arsinoe III  |             |  |  |       |  |  |           |  |  |            |  |
| Tolomeo VIII     | Tolomeo V |              |             |  |  |       |  |  |           |  |  |            |  |
|                  |           | Cleopatra I  | Antioco III |  |  |       |  |  |           |  |  |            |  |
|                  |           | Cleopatra I  | Antioco III |  |  |       |  |  |           |  |  |            |  |
|                  |           | Cleopatra I  | Laodice III |  |  |       |  |  |           |  |  |            |  |
| Cleopatra IV     |           | Cleopatra I  |             |  |  |       |  |  |           |  |  |            |  |
|                  |           | Tolomeo VI   | Tolomeo V   |  |  |       |  |  |           |  |  |            |  |
|                  |           | Tolomeo VI   | Tolomeo V   |  |  |       |  |  |           |  |  |            |  |
|                  |           | Tolomeo VI   | Arsinoe III |  |  |       |  |  |           |  |  |            |  |
| Cleopatra III    |           | Tolomeo VI   |             |  |  |       |  |  |           |  |  |            |  |
|                  |           | Cleopatra II | Tolomeo V   |  |  |       |  |  |           |  |  |            |  |
|                  |           | Cleopatra II | Tolomeo V   |  |  |       |  |  |           |  |  |            |  |
|                  |           | Cleopatra II | Cleopatra I |  |  |       |  |  |           |  |  |            |  |
|                  |           | Cleopatra II |             |  |  |       |  |  |           |  |  |            |  |